# ガスパール・デュゲ
ガスパール・デュゲ（Gaspard Dughet、1615年6月4日 - 1675年5月25日）は生涯をイタリアで過ごした、17世紀のフランスの画家である。義理の兄、ニコラ・プッサン(1594-1665)と共に活動し、プッサンの弟子でもあったので姓はプッサンとされることもある。

## 略歴
ローマにフランス人料理人の父親とイタリア人の母親の間に生まれた。姉が有名な画家、ニコラ・プッサンと結婚したことにより美術の道に進むことになった。プッサンの家に数年間住み、絵を学んだ。特に初期の作品にはプッサンの影響が強いが、後年は独自な風景画を製作するようになった。17世紀はじめの画家たち、パウル・ブリル(1554–1626)、クロード・ロラン（1600s-1682）、ドメニキーノ(1581-1641)、アダム・エルスハイマー(1578-1610)、サルヴァトル・ローザ(1615-1673)らからも影響をうけている。
風景画としては主に明るいイタリアのカンパーニア地方の風景を描いた。18世紀になって、特にイギリスのコレクターに人気が出てイギリスの風景画家たちに影響を与えた。

## 作品

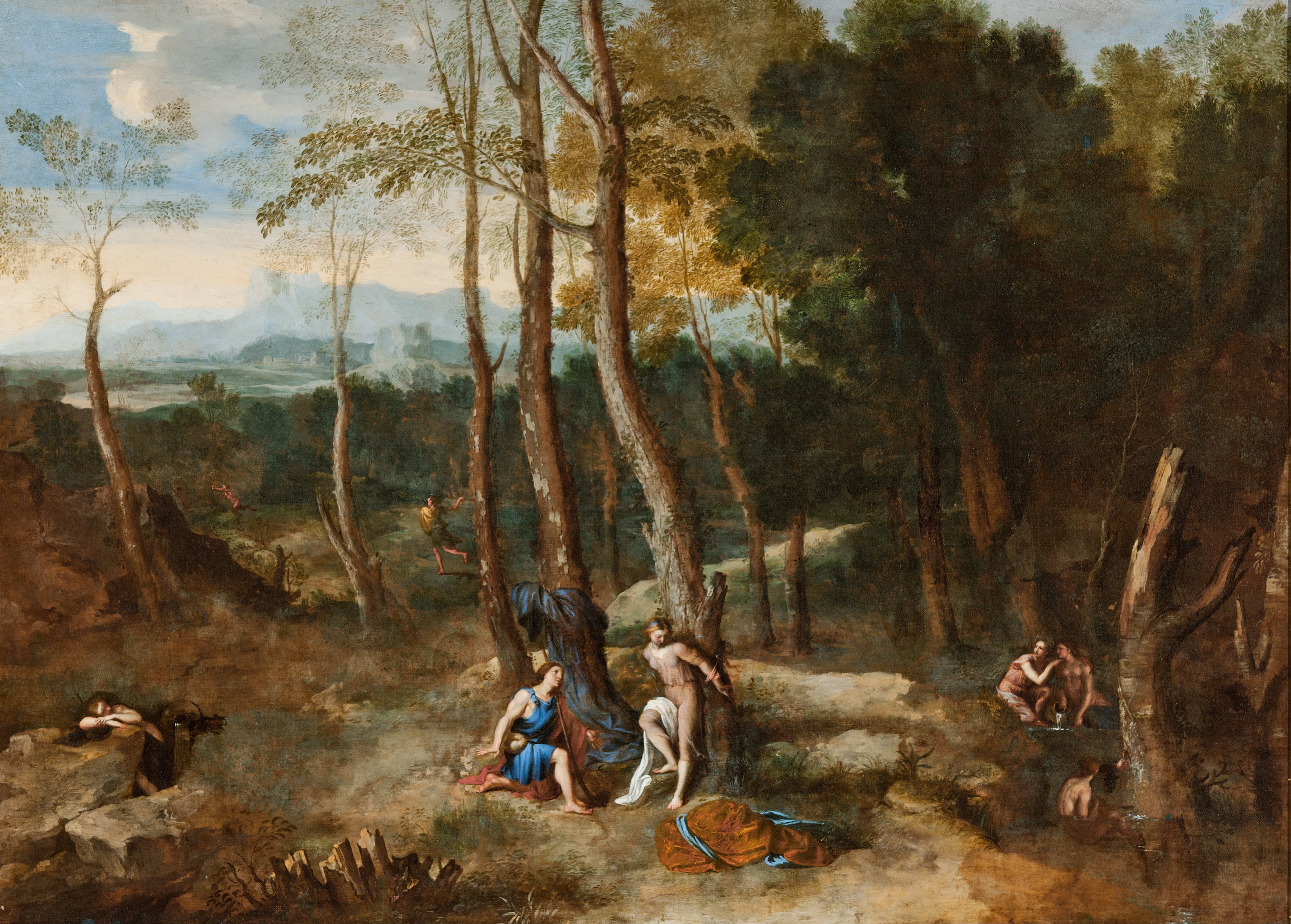
シルヴィアを救おうとするアミンタ
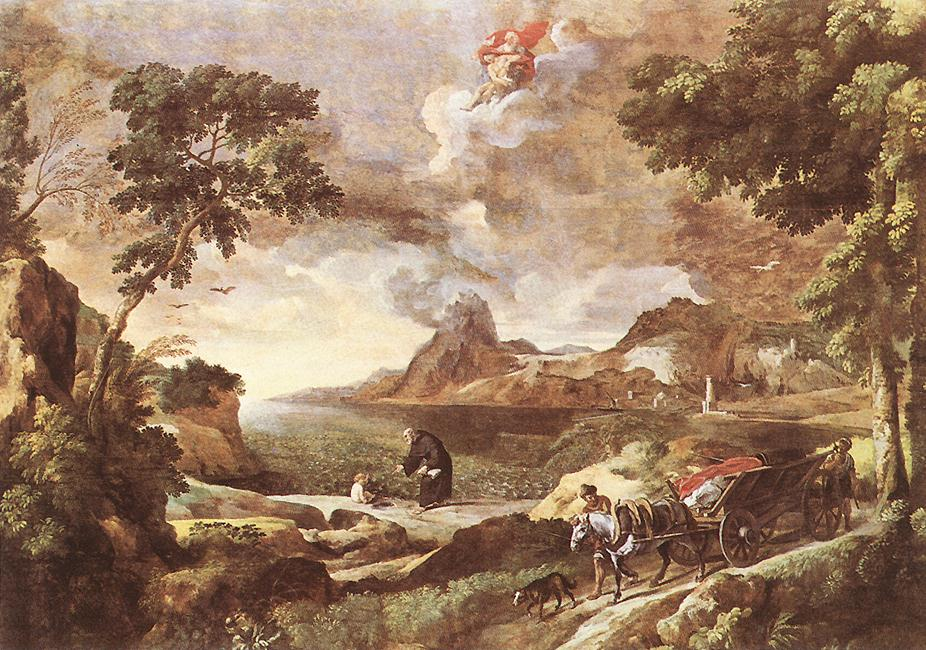
Landscape with St Augustine and the Mystery
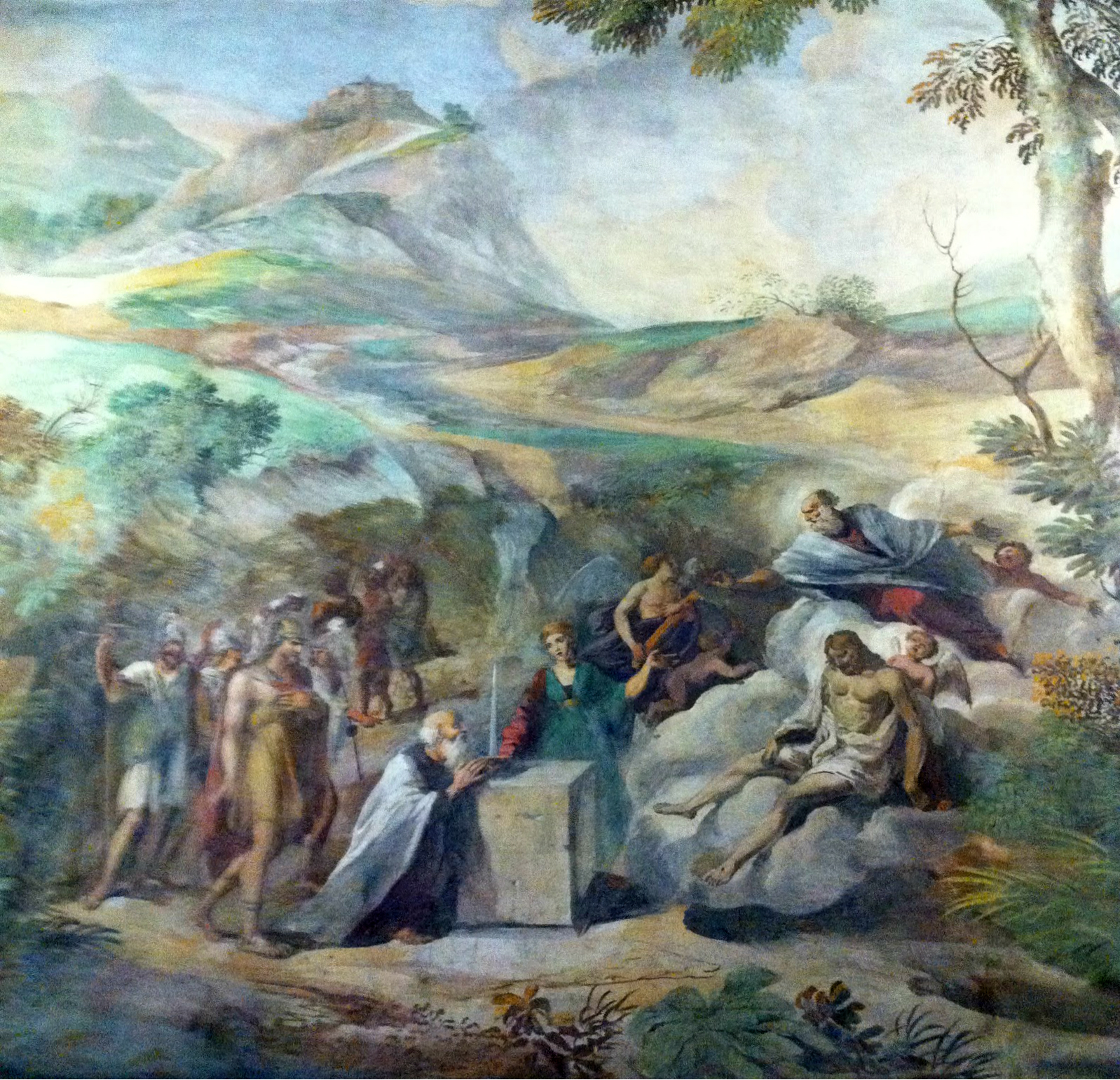
バシレイデースの予言